# Anostomus
Anostomus é um gênero de peixes sul-americanos de água doce.

## Espécies
- Anostomus anostomus (Linnaeus, 1758)
- Anostomus brevior Géry, 1961
- Anostomus longus Géry, 1961
- Anostomus ternetzi Fernández-Yépez, 1949
- Anostomus ucayalensis (Fowler, 1906)